# Jan van Kerckhoven
Jan van Kerckhoven was een Belgisch journalist en redacteur.

## Levensloop
Hij werd in 1893 aangesteld als hoofdredacteur van Gazet van Antwerpen. Hij volgde in deze hoedanigheid oprichter Napolitaan Van Os op, zelf werd hij als hoofdredacteur in 1898 opgevolgd door Frans Goris.